# Carl Hermelin
Carl Hermelin, född 6 november 1707, död 1789, var en svensk friherre och riksråd.

## Biografi
Carl Hermelin var son till Olof Hermelin och Margareta Åkerhielm, dotter till Samuel Åkerhielm d.ä. Modern hade tidigare varit gift med Elias Obrecht, och fadern med Helena Brehmsköld, så Carl Hermelin, som var faderns elfte barn av elva och moderns sjätte barn av sju, hade flera äldre hel- och halvsyskon. Innan Carl Hermelin föddes tjänstgjorde fadern i Sachsen i svenska armén, och modern hade besökt denne där under början av året. Han föddes den 6 november 1707 i Stockholm. Fadern återkom aldrig till Sverige, han tillfångatogs vid slaget vid Poltava när Carl Hermelin var ett och ett halvt år, och avled i rysk fångenskap.
År 1713 blev Carl Hermelin student vid Uppsala universitet, blev 1726 extra ordinarie kanslist vid Krigsexpeditionen, och steg där i graderna tills han 1742 blev expeditionens registrator. Han blev extraordinarie krigsråd 1747 och erhöll 1761 statssekreterares fullmakt. Som en skicklig ämbetsman utnämndes Hermelin vid mösspartiets seger 1765 till riksråd, vilket ämbete han miste vid partiets fall 1769. 1767–1769 var han Åbo universitets kansler.
Han var kommendör av Nordstjärneorden när han 1760 upphöjdes till friherre.
Hermelin var gift med Hedvig Benzelstjerna och far till bland andra Samuel Gustaf Hermelin. Han skrev sig till Noor i Knivsta socken i Uppland, som han köpt 1791 av greve Ulrik Nils Gyldenstolpe.